# Monoclona rufilatera
Monoclona rufilatera är en tvåvingeart som först beskrevs av Walker 1836.  Monoclona rufilatera ingår i släktet Monoclona och familjen svampmyggor. Arten är reproducerande i Sverige. Inga underarter finns listade i Catalogue of Life.